# Крумово (Кюстендильська область)
Кру́мово (болг. Крумово) — село в Кюстендильській області Болгарії. Входить до складу общини Кочериново.

## Населення
За даними перепису населення 2011 року у селі проживали 70 осіб, усі — болгари.
Розподіл населення за віком у 2011 році:
Динаміка населення: